# Capetus
Capetus  es un género extinto de temnospóndilo basal que vivió a finales del período Carbonífero, en lo que hoy es la República Checa. El cráneo de Capetus medía aproximadamente 40 cm de largo.